# Sándor Wagner
Sándor Wagner, także Alexander von Wagner (ur. 16 kwietnia 1838 w Peszcie (obecnie części stolicy Węgier Budapesztu), zm. 19 stycznia 1919 w Monachium) – malarz węgierski.

## Życiorys
Studiował w Akademii Sztuk Pięknych w Wiedniu w pracowni Henrika Webera, potem w Akademii Sztuk Pięknych w Monachium u Carla Theodora von Piloty’ego. W latach 1869–1910 był profesorem malarstwa historycznego w monachijskiej Akademii. Do grona jego uczniów należeli między innymi Franciszek Żmurko, Władysław Szerner, Ignacy Jasiński i Stanisław Lentz. 

## Główne dzieła
- „Isabella Zapolya żegna Siedmiogród”,
- „Król Maciej na polowaniu”,
- „Wyścigi rzymskie”,
- „Mazepa”,
- „Pikadorowie w walce byków”.